# Campeonato Europeo de Judo de 1994
El XLII Campeonato Europeo de Judo se celebró en Gdańsk (Polonia) entre el 19 y el 22 de mayo de 1994 bajo la organización de la Unión Europea de Judo (EJU) y la Federación Polaca de Judo. 

## Medallistas

### Masculino
| Evento            | Oro                          | Plata                         | Bronce                                                       |
| ----------------- | ---------------------------- | ----------------------------- | ------------------------------------------------------------ |
| –60 kg            | Girolamo Giovinazzo · Italia | Nazim Hüseynov Azerbaiyán     | Guiorgui Revazishvili Georgia Franck Chambilly Francia       |
| –65 kg            | Vladimir Drachko · Rusia     | Jarosław Lewak · Polonia      | Salim Abanoz Turquía Benoît Campargue Francia                |
| –71 kg            | Serguei Kosmynin · Rusia     | Patrick Rosso Francia         | René Sporleder · Alemania · Bertalan Hajtós · Hungría        |
| –78 kg            | Ryan Birch Reino Unido       | Johan Laats · Países Bajos    | Mark Huizinga · Bélgica · Patrick Reiter · Austria           |
| –86 kg            | Oleg Maltsev · Rusia         | Vincenzo Carabetta Francia    | Adrian Croitoru · Rumania · Iveri Dzhikurauli · Georgia      |
| –95 kg            | Paweł Nastula · Polonia      | Raymond Stevens Reino Unido   | Mike Hax · Alemania · Dmitri Sergueyev · Rusia               |
| +95 kg            | David Douillet Francia       | Rafał Kubacki · Polonia       | Frank Möller · Alemania · Selim Tataroğlu · Turquía          |
| Categoría abierta | Laurent Crost Francia        | Harry Van Barneveld · Bélgica | Yevgueni Pechurov · Rusia · Alexandre Davitashvili · Georgia |

### Femenino
| Evento            | Oro                                | Plata                          | Bronce                                                            |
| ----------------- | ---------------------------------- | ------------------------------ | ----------------------------------------------------------------- |
| –48 kg            | Yolanda Soler Grajera · España     | Sylvie Meloux Francia          | Tatiana Kuvshinova · Rusia · Justina Pinheiro · Portugal          |
| –52 kg            | Ewa-Larysa Krause · Polonia        | Alessandra Giungi · Italia     | Alexa von Schwichow · Alemania · Deborah Allan · Reino Unido      |
| –56 kg            | Jessica Gal · Países Bajos         | Nicola Fairbrother Reino Unido | Magali Baton · Francia · Ursula Myrén · Suecia                    |
| –61 kg            | Gella Vandecaveye · Bélgica        | Diane Bell Reino Unido         | Miroslava Jánošíková · Eslovaquia · Miriam Blasco Soto · España   |
| –66 kg            | Rowena Sweatman Reino Unido        | Anneliese Anglberger · Austria | Claudia Zwiers · Países Bajos · Radka Štusáková · República Checa |
| –72 kg            | Ulla Werbrouck · Bélgica           | Estha Essombe Francia          | Kate Howey · Reino Unido · Cristina Curto Luque · España          |
| +72 kg            | Angelique Seriese · Países Bajos   | Beata Maksymow · Polonia       | Svetlana Gundarenko · Rusia · Raquel Barrientos Espinosa · España |
| Categoría abierta | Monique van der Lee · Países Bajos | Christine Cicot Francia        | Beata Maksymow · Polonia · Irina Rodina · Rusia                   |

## Medallero
| Núm. | País            | Oro | Plata | Bronce | Total |
| ---- | --------------- | --- | ----- | ------ | ----- |
| 1    | Países Bajos    | 3   | 1     | 1      | 5     |
| 2    | Rusia           | 3   | 0     | 5      | 8     |
| 3    | Francia         | 2   | 5     | 3      | 10    |
| 4    | Reino Unido     | 2   | 3     | 2      | 7     |
| 5    | Polonia         | 2   | 3     | 1      | 6     |
| 6    | Bélgica         | 2   | 1     | 1      | 4     |
| 7    | Italia          | 1   | 1     | 0      | 2     |
| 8    | España          | 1   | 0     | 3      | 4     |
| 9    | Austria         | 0   | 1     | 1      | 2     |
| 10   | Azerbaiyán      | 0   | 1     | 0      | 1     |
| 11   | Alemania        | 0   | 0     | 4      | 4     |
| 12   | Georgia         | 0   | 0     | 3      | 3     |
| 13   | Turquía         | 0   | 0     | 2      | 2     |
| 14   | Eslovaquia      | 0   | 0     | 1      | 1     |
| 14   | Hungría         | 0   | 0     | 1      | 1     |
| 14   | Portugal        | 0   | 0     | 1      | 1     |
| 14   | República Checa | 0   | 0     | 1      | 1     |
| 14   | Rumania         | 0   | 0     | 1      | 1     |
| 14   | Suecia          | 0   | 0     | 1      | 1     |
|      | TOTAL           | 16  | 16    | 32     | 64    |